# Molholm Shoal
Molholm Shoal ist ein Untiefengebiet vor der Budd-Küste des ostantarktischen Wilkeslands. Im Archipel der Windmill-Inseln liegt es 160 m westlich von Molholm Island. Die Wassertiefen liegen zwischen 11 und 20 m.
Die Besatzung des Eisbrechers USS Glacier entdeckte und kartierte dieses Gebiet im Februar 1957. Das Antarctic Names Committee of Australia benannte es 1962 nach der gleichnamigen Insel. Deren Namensgeber ist John Robertson Latady Molholm (* 1938), Glaziologe auf der Wilkes-Station im Jahr 1957.